# Faan (scheikunde)
Fanen (Engels: phanes) vormen de sub-structuren van zeer complexe organische moleculen. Ze werden geïntroduceerd om de ingewikkelde en lange systematische namen te vereenvoudigen.
De klassieke systematische naamgeving in de organische chemie bestaat erin de naam voor de hoofdstructuur aan te duiden en een verzameling van voor- en achtervoegsel betreffende substituenten, functionele groepen, ringstructuren en bruggen weer te geven, samen met hun relatieve plaats in die structuur (door middel van cijfers en letters). De faan-nomenclatuur is een methode voor de naamgeving van complexe macromoleculen. Het proces bestaat erin de afzonderlijke complexe delen (zoals ringstructuren) te identificeren en voor te stellen als een superatoom. Op die manier kan een ingewikkelde molecule vereenvoudigd worden tot een relatief eenvoudige structuur. Dit wordt simplificeren genoemd (het omgekeerde is amplificeren). Een voorbeeld van zo'n simplificatie vindt plaats bij onderstaande structuur. De naftaleen- en benzeenmolecule worden beschouwd als complexe onderdelen van de molecule en worden voorgesteld als een superatoom (vetgedrukte bollen) in de rechtse skeletmolecule:
De naam van de skeletmolecule is de naam van de koolwaterstof (cyclo-octaan) en het achtervoegsel -faan. De volledige naam luidt dus: cyclo-octafaan. Ook lineaire structuren kunnen gesimplificeerd worden. De onderstaande gesimplificeerde structuur heet dan hexafaan: